# Kanton Nazareth
Kanton Nazareth is een kieskanton in de Belgische provincie Oost-Vlaanderen en het Arrondissement Gent. Tot 1970 was er ook een gerechtelijk kanton met een vredegerecht in Nazareth.

## Kieskanton Nazareth
Het kieskanton Nazareth beslaat de gemeente Nazareth, De Pinte en Sint-Martens-Latem. Het maakt sinds 2012 deel uit van het provinciedistrict Deinze, het kiesarrondissement Gent en de kieskring Oost-Vlaanderen.

### Structuur
| Nazareth         | Nazareth         | Supranationaal         | Nationaal                         | Nationaal                 | Gemeenschap               | Gewest                    | Provincie                 | Arrondissement  | Provinciedistrict | Kanton          | Gemeente                                 | District         |
| ---------------- | ---------------- | ---------------------- | --------------------------------- | ------------------------- | ------------------------- | ------------------------- | ------------------------- | --------------- | ----------------- | --------------- | ---------------------------------------- | ---------------- |
| Administratief   | Niveau           | Europese Unie          | België                            | België                    | Vlaanderen                | Vlaanderen                | Oost-Vlaanderen           | Gent            | Gent              | Gent            | Nazareth, De Pinte en Sint-Martens-Latem | -                |
| Administratief   | Bestuur          | Europese Commissie     | Belgische regering                | Belgische regering        | Vlaamse regering          | Vlaamse regering          | Deputatie                 | Deputatie       | Deputatie         | Deputatie       | Gemeentebestuur                          | Districtscollege |
| Administratief   | Raad             | Europees Parlement     | Kamer van volksvertegenwoordigers | Vlaams Parlement          | Vlaams Parlement          | Vlaams Parlement          | Provincieraad             | Provincieraad   | Provincieraad     | Provincieraad   | Gemeenteraad                             | Districtsraad    |
| Kiesomschrijving | Kiesomschrijving | Nederlands Kiescollege | Kieskring Oost-Vlaanderen         | Kieskring Oost-Vlaanderen | Kieskring Oost-Vlaanderen | Kieskring Oost-Vlaanderen | Kieskring Oost-Vlaanderen | Gent            | Deinze            | Nazareth        | Nazareth, De Pinte en Sint-Martens-Latem | -                |
| Verkiezing       | Verkiezing       | Europese               | Federale                          | Federale                  | Vlaamse                   | Vlaamse                   | Provincieraads-           | Provincieraads- | Provincieraads-   | Provincieraads- | Gemeenteraads-                           | Districtsraads-  |